# Magdeburg
Magdeburg är en kretsfri stad och huvudstad i det tyska förbundslandet Sachsen-Anhalt. Staden är efter Halle an der Saale näst största staden i Sachsen-Anhalt.

## Historia

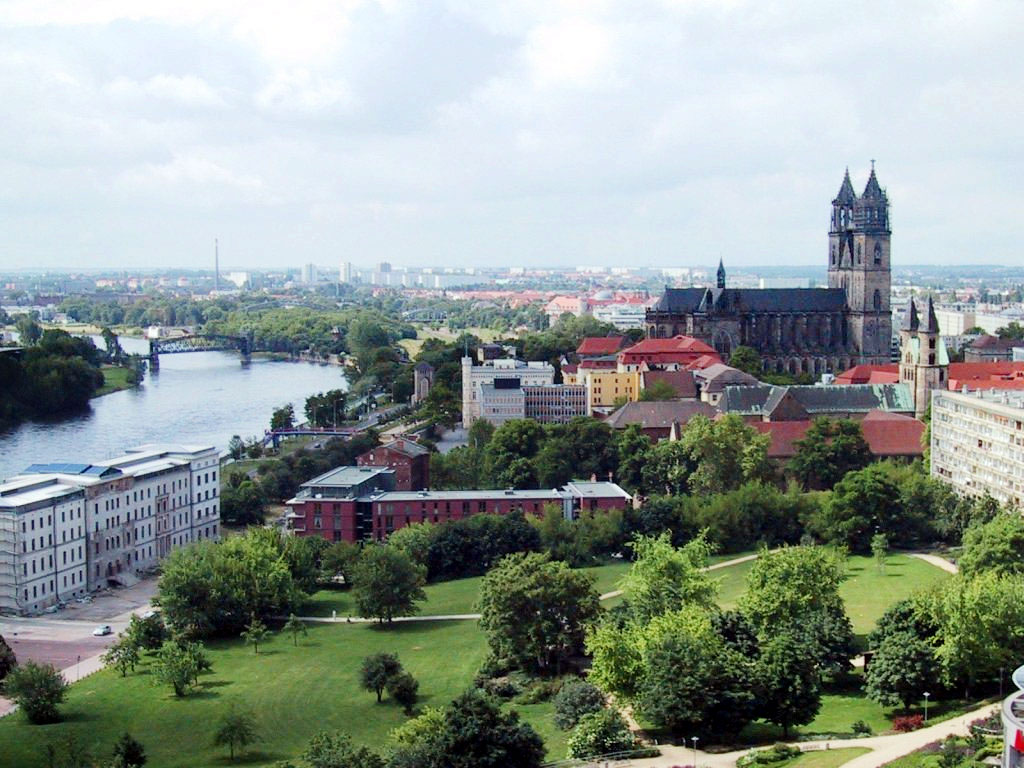
Vy över Magdeburg

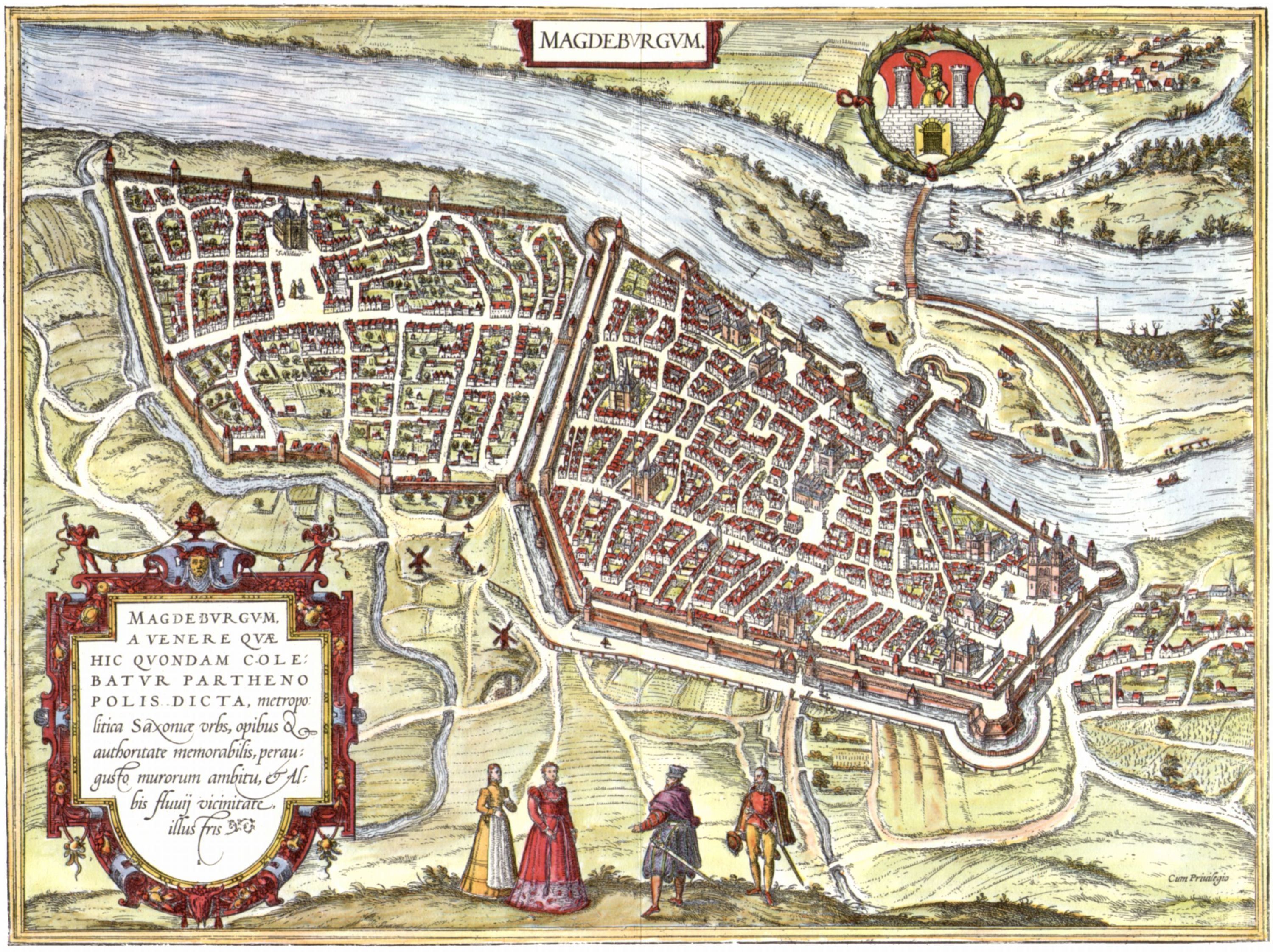
Magdeburg omkring 1572.

Magdeburg omnämns i skrift första gången 805 som Magadoburg och fungerade då som en handelsplats mellan slaviskt och germanskt område, där en handelsväg korsade Elbe. 968 blev Magdeburg biskopssäte i samband med att Otto I grundlade ärkebiskopsdömet Magdeburg. Stadsrättigheter finns dokumenterade 1188 men har troligen funnits långt tidigare. Under Hansatiden utvecklades staden till en stor handelsplats för spannmål och staden hade handelsförbindelser med norra Frankrike, Flandern, England, Polen, Ryssland, Sverige och Norge, men lyckades aldrig frigöra sig från ärkebiskopens makt och blev inte någon riksstad. 1666 lämnade Magdeburg hansan. I staden utvecklades Magdeburgrätten som reglerade graden av den interna autonomin inom städerna och tillhörande byar.
1524 genomfördes reformationen i Magdeburg efter att Martin Luther predikat i staden. Undantaget var domkyrkan som förblev katolsk. 1550-1551 belägrades Magdeburg av Georg av Mecklenburg efter att Magdeburgs trupper förlorat ett slag vid Hillersleben. Belägringen av staden avslutades genom ett fredsfördrag.
Under 30-åriga kriget drabbades Magdeburg mycket svårt. I vad som blivit känt som Magdeburger Hochzeit sattes staden i brand 1631 och en stor andel av invånarna, cirka 20 000 människor, omkom. En del dog av elden och andra dödades av den katolska ligans trupper. Händelsen räknas som den största enskilda massakern under kriget. Pragfreden 1635 gjorde att staden kom under prins August av Sachsen. 1646-1678 var Otto von Guericke stadens borgmästare. 1680 sekulariserades ärkebiskopsdömet till hertigdömet Magdeburg, i personalunion med kurfurstendömet Brandenburg och hertigdömet Preussen. 1666 stationerade kurfursten av Brandenburg 15 000 man i staden och återuppförde befästningarna som tidigare förstörs och under 1700-talet följde ytterligare fästningsbyggnationer. 1807-1813 tillhörde Magdeburg Kungariket Westphalen. 1816 blev Magdeburg huvudstad i provinsen Sachsen. Från 1866 var Magdeburg huvudkvarter för IV. Armee-Korps och var därmed en viktig garnisonsstad.

### Industrialisering
I Magdeburg etablerade sig under 1800-talet verkstadsindustri (bland annat Grusonverken) och Magdeburg kom även under DDR-tiden att vara en stad för verkstadsindustrin med företag som SKET. Magdeburg är även känt för sin tillverkning av dragspel, s.k. Magdeburgerspel. Under 1920-talet satsade staden på modern arkitektur, bland annat genom Reform-Siedlung och Bruno Taut som stadsarkitekt.
Under andra världskriget uppehölls industriproduktionen genom utländska tvångsarbetare. Vid Polte-Werke upprättades ett läger som tillhörde koncentrationslägret Buchenwald med över 3000 tvångsarbetare från tyska koncentrationsläger. Den första bombningen av staden ägde rum 1940 och 1943 skedde en omfattande bombning av staden riktad mot rustningsindustrierna. Staden hade cirka 360 000 invånare före andra världskriget, men 85-90 procent av stadskärnan ödelades och civilbefolkningen led mycket svårt. I april 1945 intogs stadens västra delar av amerikanska trupper som i maj överlämnade staden till sovjetiska trupper.

### DDR-tiden

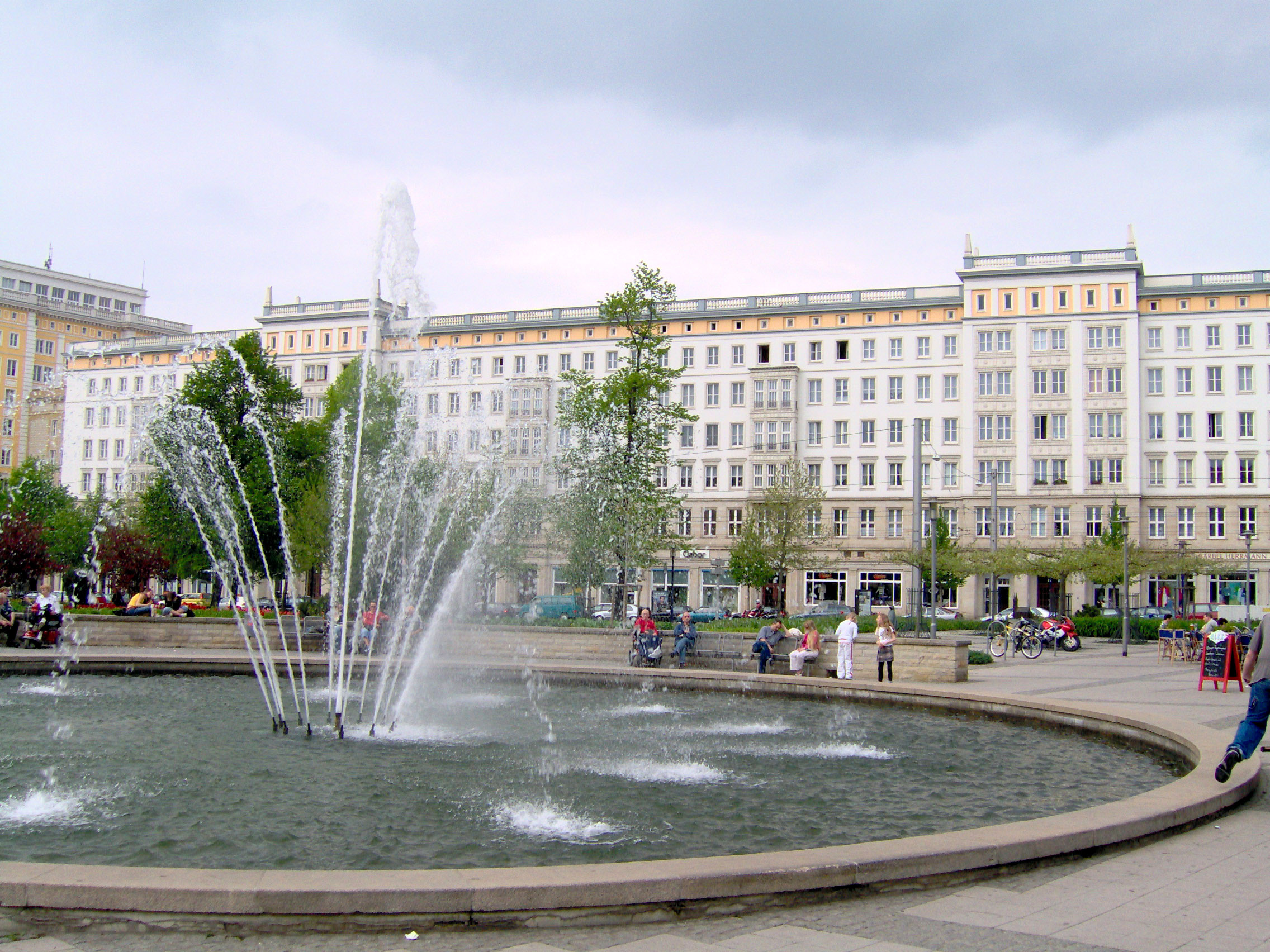
Byggnader i nyklassicistisk stil från DDR-tiden

Efter kriget rensades ruinerna i Magdeburg bort men av de förstörda husen kom bara de som ansågs värdefullast att räddas. Bland de hus som återuppbyggdes och restaurerades hörde Magdeburgs domkyrka, klostret Unser Lieben Frauen och rådhuset. I domkyrkan, en gotisk katedral, finns Otto den stores grav. Under 1950- och 1960-talet sprängdes och revs åtta kyrkor. Bland annat Ulrichskirche i gamla stan sprängdes på order av Walter Ulbricht 1956. Det gamla rådhuset återuppbyggdes 1965-1969. Magdeburg domineras idag av de hus som byggdes efter andra världskriget som går i vad som kallas socialistisk klassicism och senare av byggnader i betong, så kallade Plattenbauten. 1952 blev Magdeburg huvudstad i Bezirk Magdeburg.

### Efter 1989

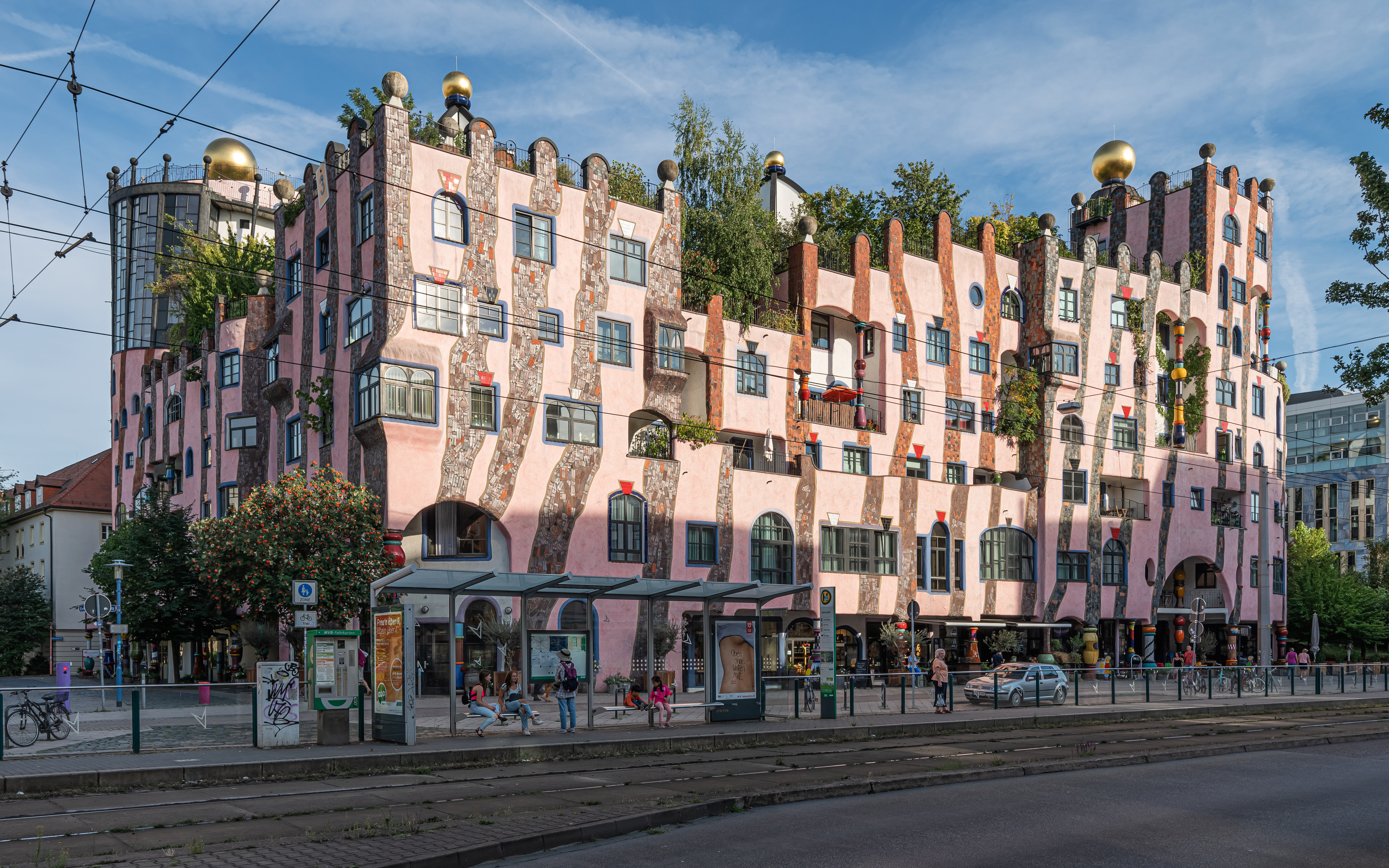
Gröna citadellet i Magdeburg

Sedan 1994 är Magdeburg huvudstad i förbundslandet Sachsen-Anhalt. 1991 grundades Hochschule Magdeburg-Stendal och 1993 Otto-von-Guericke-Universität. 1999 genomfördes Bundesgartenschau i Magdeburg. Under perioden efter 1989 har stadsbilden förändrats genom flera större och mindre byggprojekt, bland annat Friedensreich Hundertwassers Grüne Zitadelle. Torget Friedensplatz förnyades liksom Operahuset och Universitätsplatz. Ett område med byggnader från 1800-talets wilhelminska tid restaurerades.
2002 drabbades staden av översvämningar i samband med att Elbes nivå kraftigt steg. Magdeburgs kanalbro som förbinder Elbe-Havelkanalen med Mittellandkanalen öppnades i oktober 2003. 2005 firade Magdeburg 1200 år som stad. 2006 drabbades staden återigen av översvämningar.

## Utbildning
I staden finns Otto-von-Guericke-universitetet, som är en teknisk högskola och en fackhögskola för ingenjörsutbildning, lärare och läkare.

## Infrastruktur
Magdeburg är en av de tyska städer, som har en betydande inlandshamn eftersom Mittellandkanalen här ansluter till floden Elbe. Detta sker i vad som är Europas största ”vattendragskorsning” och där finns vid Rothensee en av de inte alltför flitigt förekommande slusskonstruktionerna i form av en hissanordning – Schiffshebewerk.
Norr om staden korsar varandra motorvägarna A2 mellan Hannover och Berlin och A14 som går från Magdeburg i sydostlig riktning till Leipzig.
Magdeburgs innerstad, som till största delen var återuppförd efter branden 1631, förstördes 80 % under andra världskriget. Kvar står Domkyrkan, anlagd 1209 och en av Tysklands första gotiska byggnader. Den har tvärskepp och kapellkrans vid koret. De två västtornen, färdigställda 1500, är 103 meter höga. Vidare märks Sankt Petruskyrkan, vars äldsta delar härrör från 1000-talet. De gamla befästningsmurarna som stod kvar till 1870 hindrade länge stadens utveckling och gjorde att stadskärnan länge förblev koncentrerad till centrum. Först 1912 rems de sista delarna av befästningsverken.

## Näringsliv
Till de största arbetsgivarna i Magdeburg hör Deutsche Bahn, Edeka, Regiocom, Magdeburger Förderanlagen und Baumaschinen och Bosch. Offentligt ägda stora arbetsgivare är Städtische Werke Magdeburg GmbH och Magdeburger Verkehrsbetriebe GmbH. Magdeburg är en av de äldsta industriorterna i Tyskland och har historiskt främjats av sitt centrala läge och läget vid Elbe och Magdeburger Börde.

## Idrott
Handbollslaget SC Magdeburg spelar i Handball-Bundesliga och vann EHF Champions League 2002 som första tyska lag. Laget har även vunnit 10 DDR-mästerskap och blev tyska mästare 2001. SC Magdeburg friidrottssektion har ett flertal olympiska medaljörer. Fotbollsklubben 1. FC Magdeburg spelade i det dåvarande Östtysklands högstadivision och vann Cupvinnarcupen 1974.

## Personligheter
Den tyska uppfinnaren Otto von Guericke föddes i Magdeburg. Andra kända personer med anknytning är Thomas Höhle, Friedrich Wilhelm von Steuben, Johann Gottlob Nathusius, Georg Meyer och Stefan Kretzschmar. 1972 blev även Angela Davis hedersmedborgare i Magdeburg.
Medlemmarna i det tyska bandet Tokio Hotel Gustav Schäfer och Georg Listing har Magdeburg som hemstad. Bill och Tom Kaulitz (sångare och gitarrist i Tokio Hotel) kommer från en liten by utanför Magdeburg.

## Religion
Magdeburg är säte för såväl en protestantisk som en katolsk biskop.

## Vänorter
Magdeburg har följande vänorter:
- Braunschweig, Tyskland, sedan 8 december 1987
- Harbin, Kina, sedan 2 juli 2008
- Le Havre, Frankrike, sedan 9 maj 2011
- Nashville, USA, sedan 28 maj 2003
- Radom, Polen, sedan 2 juni 2008
- Sarajevo, Bosnien och Hercegovina, sedan 29 september 1977
- Zaporizjzja, Ukraina, sedan 29 maj 2008